# Gonzalo Escudero
Gonzalo Escudero Moscoso (Quito, 28 de septiembre de 1903-Bruselas, 10 de diciembre de 1971) fue un destacado poeta y diplomático ecuatoriano, además de catedrático de filosofía y de derecho internacional.
Fue compañero de Jorge Carrera Andrade como poeta y embajador. Su vida profesional giró alrededor de la diplomacia, el derecho internacional, su participación en organizaciones internacionales y el conflicto limítrofe entre Ecuador y Perú. Por otro lado su poesía es un contrapunto a Carrera Andrade. Se enfocó en temas místicos, metafísicos y existenciales, que expresaban su mundo interior. Publicó poemarios importante en la década de los treinta formando parte del posmodernismo literario dentro del que destaca "Hélices de huracán y de sol" o también "Altanoche". Su poesía tomaría un estilo clásico en la etapa final de su carrera. Escribió un drama titulado "Paralelogramo" que fue bien recibido. No publicó una importante obra en prosa que complemente su poesía, que permanece hermética y de difícil interpretación. Es un poeta órfico, en el sentido en que su poesía tiende a la musicalidad, a la manera de los trovadores.  

## Breve biografía

### Primeros años
Sus padres fueron, Manuel Eduardo Escudero Viteri y Elina Moscoso. El primero de tendencia liberal y de creencias ateo, fue gobernador de la provincia de León. Estudió y se graduó de Bachiller en su lugar natal, donde más tarde ejerció la cátedra de Lógica y Ética. Obtuvo el título de Doctor en Jurisprudencia en la Universidad Central del Ecuador, allí también ocupó la cátedra de Lógica. 
Fue el tercer hijo de una familia de siete hermanos. Tuvo una infancia inquieta y feliz y cursó sus estudios primarios en el internado del doctor Pedro Pablo Borja Yerovi, quien despertó en su mente la vocación literaria y le obligó a leer fragmentos de la poesía de Fray Luis de León y de los místicos españoles.
A los once años, su primer trabajo literario fue publicado en el periódico El Republicano, de Manuel Elicio Flor. Este fue un poema en prosa titulado "Viento de Verano". Más tarde, en 1916 ingresó al Mejía, cuyo rector era Manuel María Sánchez Baquero, quien también estimuló su vena poética y, en afinidad con Augusto Arias, Jorge Carrera Andrade, Luis Aníbal Sánchez y Gonzalo Pozo, publicó las revistas "El Crepúsculo" en julio de 1916 y "Vida Intelectual" el 20 de julio. Pero fue principalmente en la Sociedad Literaria César Borja donde el joven poeta empezó a ganar fama, a través de su órgano de difusión "La Idea", que apareció en Quito en abril de 1917.

### La vanguardia literaria
A continuación trabajó en la Subsecretaría de Educación y su actividad literaria se fue intensificando hasta que recibió el título de abogado el 28 de noviembre de 1928. Entre los días 25 y 29 colaboró en la revista mensual "América", órgano de la Sociedad de Amigos de Montalvo, y en 1926 en la revista "Hélice".
Entre 1926 y 1931 fue redactor del periódico "El Día", presidió el Departamento de Ética y Lógica de la Universidad de Mejía y fue el primer diputado por la provincia de Cotopaxi en la Asamblea Nacional Constituyente celebrada en Quito en 1929. Ese mismo año escribió para el semanario ilustrado "Cándido" de Quito, dirigido por Luis F. Veloz. En las legislaturas de 1930 y 1931 fue Senador Suplente de Prensa e Instituciones Culturales, y en la última de ellas fue Secretario de Cámara y profesor de Lógica y Teoría del Conocimiento en la Universidad Central. En el año de 1931 viajó a París como encargado de negocios, donde también ocupó el consulado, y actuó como poeta e hizo amistad con ilustres literatos. Allí conoció y negoció, entre otros, con el Dr. José María Velasco Ibarra.

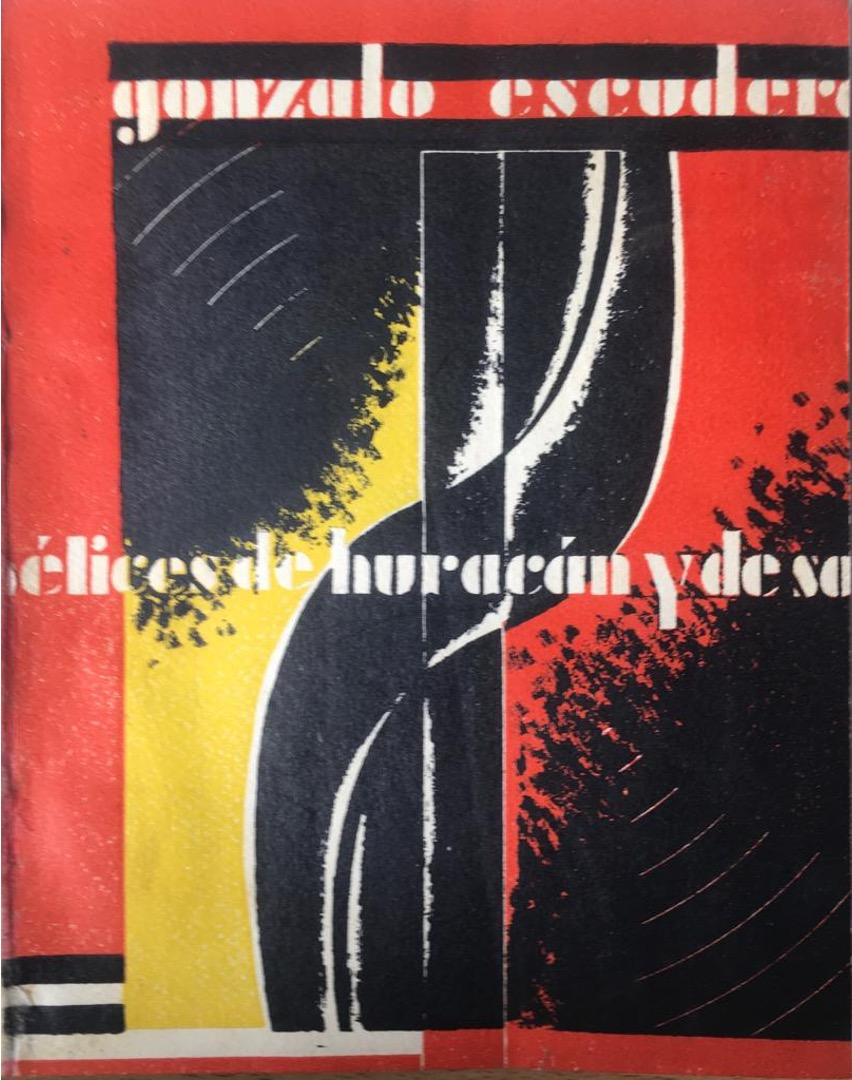
Hélices de huracán y de sol

Empezaría su carrera literaria publicando Los poemas del arte (1919) y Las parábolas olímpicas (1922), dos poemarios que marcan la transición del modernismo a las vanguardias que estallarían en la década del treinta cuando publicaría "Paralelogramo" su drama famoso, así como también el poemario "Hélices de huracán y de sol" en 1933, donde trabajaría con la imagen, la metáfora y la métrica. Esta publicación le merecería el elogio de Miguel de Unamuno, quien diría que es “un poeta maduro y personal, cuidadoso de las formas, con un estilo cuyas imágenes le confieren una noble energía, mesurada a veces y otras grandilocuente y torrencial”
A partir de este año empezaría a componer una de sus obras más importantes titulado "Altanoche", igualmente influenciado por la poesía creacionista. Este poemario se desarrolla a lo largo de "númenes de diversos linajes, desde el superealista hasta el de la rigurosa forma clásica, cuyo contenido es sin embargo netamente revolucionario en el dominio estético". Sería publicado una década más tarde en 1947 en Quito y fue bien recibido por la crítica. Cuando estalló la Guerra civil española asumió una posición anticascista, que lo expresaría en 1938 con un poema.

### Carrera diplomática y académica
Paralelamente a sus escritos vanguardistas empezaría su carrera diplomática bajo la tutela del crítico literario Gonzalo Zaldumbide. Sería enviado en 1933 como Encargado de Negocios a Panamá. En 1936 regresaría a Quito y se establecería como profesor de Filosofía e Historia del Derecho en la Universidad Central del Ecuador. Un año más tarde se casaría con Gladys Dillon Calisto, quien sería hija de Luis Napoleón Dillon, reconocido economista en esos años. Con Gladys tuvieron dos hijos. En 1938 fue ascendido a Encargado de Negocios con cartas de gabinete en Buenos Aires. Ahí entablaría amistad con el sociólogo y también diplomático Luis Bossano. 

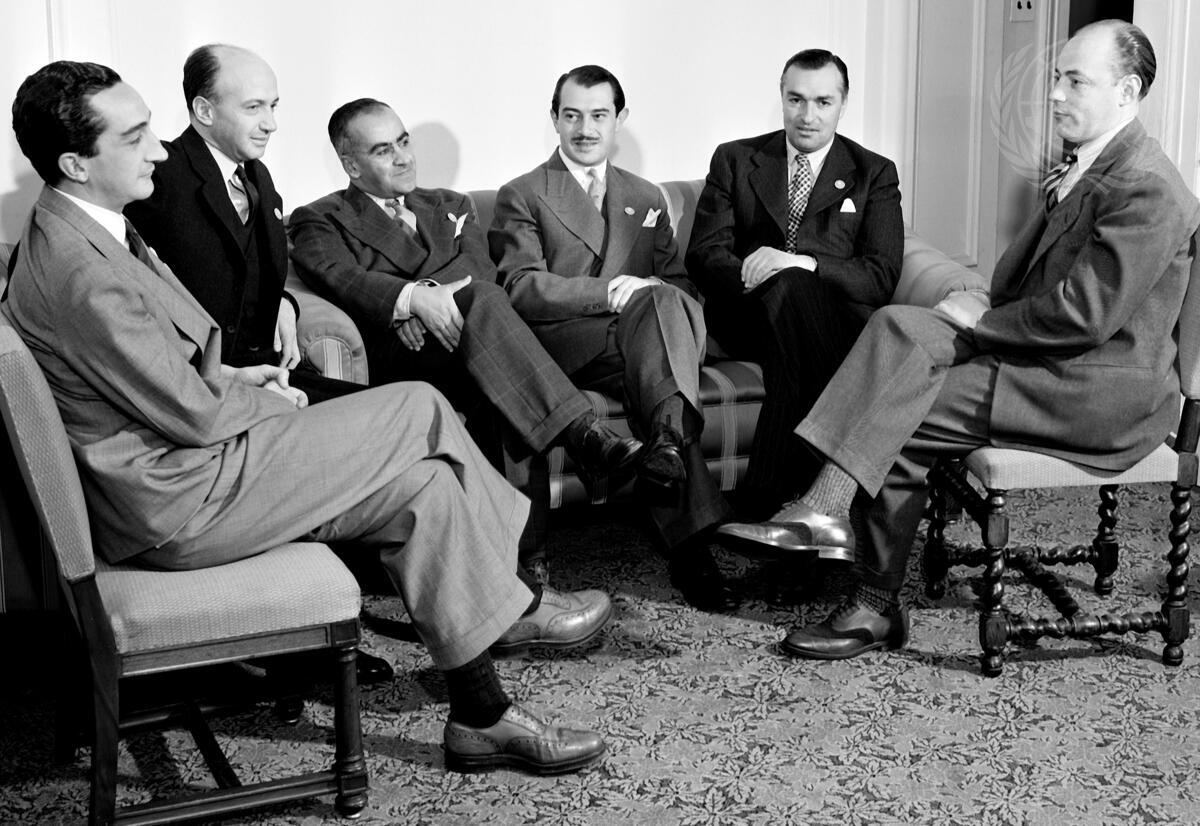
La conferencia de San Francisco, ONU. Delegación de Ecuador. Carlos Tobar Zaldumbide, Gonzalo Escudero Moscoso, Neptalí Ponce Miranda, Camilo Ponce Enríquez, Galo Plaza Lasso y Homero Viteri Lafronte. (izq a der)

En 1942 acompañó al doctor Tobar Donoso, en calidad de asesor, a la reunión de Río de Janeiro en la cual el canciller ecuatoriano firmó el tratado que recortaba buena parte de su territorio, a pesar de que votos como el del asesor Escudero eran radicalmente opuesto a tal proceder. Al respecto, escribió una obra titulada Justicia para el Ecuador en el año 1968. Ahí detalla la tesis ecuatoriana de la nulidad de protocolo de Río de Janeiro. En febrero de ese mismo año, participó como delegado en la Conferencia Interamericana sobre Problemas de la Guerra y la Paz, celebrada en México, viajó a San Francisco (California) y asistió a la Conferencia inaugural de las Naciones Unidas. En agosto fue nombrado miembro fundador de la Casa de la Cultura Ecuatoriana. Poco después fue trasladado de Uruguay a Perú por el presidente Velasco Ibarra en el mismo cargo, el primero en hacerlo tras la invasión. En Lima, como presidente, se reencontró con su amigo personal José Luis Bustamante Ribero, ex embajador peruano en Montevideo. Se habían conocido en 1942, pero aun así vivió con constante temor por la crisis limítrofe. En el año de 1945 participó de la conferencia de San Francisco como parte de la delegación de Ecuador. En 1948 regresó a Quito, donde trabajó como asesor del Ministerio de Relaciones Exteriores. 
En el año 1949 viaja a Francia como embajador y participa en noviembre en una reunión de expertos en el campo del arte. En 1951, publica en Madrid su poemario de 50 páginas "Estatua de aire", en el que se eleva a la perfección formal y vuelve a las fuentes clásicas, libro que él mismo calificó como paradigma del ideal clásico por el rigor de la forma y la transferencia de elementos irracionales a la poesía, que se convierte en poesía pura hecha de imágenes sensuales e inasibles que superan el istmo, por lo que se dijo que fue su época de mayor plenitud, de mayor autenticidad. En noviembre fue enviado como delegado del Ecuador al VI Período de Sesiones de la Asamblea General de las Naciones Unidas en París, donde estuvo hasta febrero de 1952. Sería después elegido miembro ecuatoriano de la Corte Permanente de Arbitraje de las Naciones Unidas. Además, fue miembro ecuatoriano de la Corte Permanente de Arbitraje de La Haya.

### Etapa final de su carrera
En el año 1953 publicó publicó "Materia del Ángel". Para ese entonces ya era conocido como poeta de metáforas inquietantes e imágenes impactantes, meticuloso arquitecto de la forma y cantor de armonías deslumbrantes, fue muy influenciado por la poesía de Góngora. En 1956 fue embajador en Perú por segunda vez, y poco después el canciller Carlos Tobar Zaldumbide lo envió como representante al Consejo de la OEA. Años más tarde, en 1957 publica "Autorretrato", que es un poemario forjado en verso alejandrino, y su mundo interior es a la vez racional e irracional. En 1960 en cambio, escribió la "Introducción a la muerte". Ese mismo año fue nombrado embajador en Argentina y poco después, en 1961 el presidente Velasco Ibarra le solicitó que regrese a la OEA, donde permaneció durante la presidencia del Dr. Carlos Julio Arosemena Monroy. En 1963, al tomar el poder la junta militar de Castro Jijón, fue nombrado embajador en Colombia, donde permaneció sólo seis meses, y en marzo de 1964 fue designado Ministro de Relaciones Exteriores de la República, hasta que renunció en julio de 1965, creando una crisis de gabinete en medio de la decadencia de ese gobierno, pero no lo suficientemente fuerte como para propiciar el inicio de la democracia, que era inminente. Mientras tanto, la Casa de la Cultura Ecuatoriana publicó una antología bajo el título de "Poesía" en 293 páginas.

### Últimos años
La noche del 29 de septiembre de 1971, cuando se retiró al silencio de su habitación, se sintió inspirado por su cumpleaños y, como si estuviera consciente de que la muerte se acercaba, compuso en verso libre un impronta poética titulada "Nocturno de Septiembre", aunque no llegó a completar. En diciembre de ese mismo año, sufrió una embolia pulmonar en el edificio de la embajada y fue trasladado al hospital, donde se le administró oxígeno y mejoró considerablemente. Hacia las tres de la tarde (hora de Bruselas) del día 10 del mismo mes, cuando su esposa se dirigía a la administración para pagar la cuenta después de haberle dado un vaso de refresco de naranja, que el poeta agradeció con afectuosas palabras, su pulso se aceleró súbitamente y falleció sin síntomas en presencia de la enfermera de la habitación. El cuerpo llegó a Quito y se le rindieron honores en la Cancillería por toda su vida dedicada a la diplomacia, siendo embajador en como representante independiente del Ecuador ante Francia. En su honor, la Casa de la Cultura Ecuatoriana hizo público ocho ensayos sobre temas culturales bajo el título deVariaciones (1972). La CIDH también se expresó ante su fallecimiento y dio un homenaje por sus servicios prestados en el ámbito del derecho internacional y la diplomacia.

## Cargos y afiliaciones institucionales

### Instituciones culturales
- Miembro de la Sociedad Jurídico Literaria (1929)

- Miembro del Grupo América (1931)

- Miembro fundador de la Casa de la Cultura Ecuatoriana (1944)
- Representante Permanente ante la UNESCO (1960)
- Miembro numerario de la Academia Ecuatoriana de la Lengua (1967)

### Diplomacia
- Presidente del Consejo de Organización de la OEA
- Delegado del Ecuador en la Asamblea General de las Naciones Unidas
- Canciller de la República del Ecuador (1964)
- Embajador Uruguay (1942-1945), Perú (1956), Argentina (1961), Colombia (1963), Brasil (1965), Bélgica (1971)

### Derecho internacional
- Miembro de Corte Permanente de Arbitraje de las Naciones Unidas
- Miembro de la Corte Permanente de Arbitraje en la Corte Internacional de Justicia La Haya
- Miembro de la Comisión Interamericana de Derechos Humanos

## Recepción de su obra

### Paralelogramo

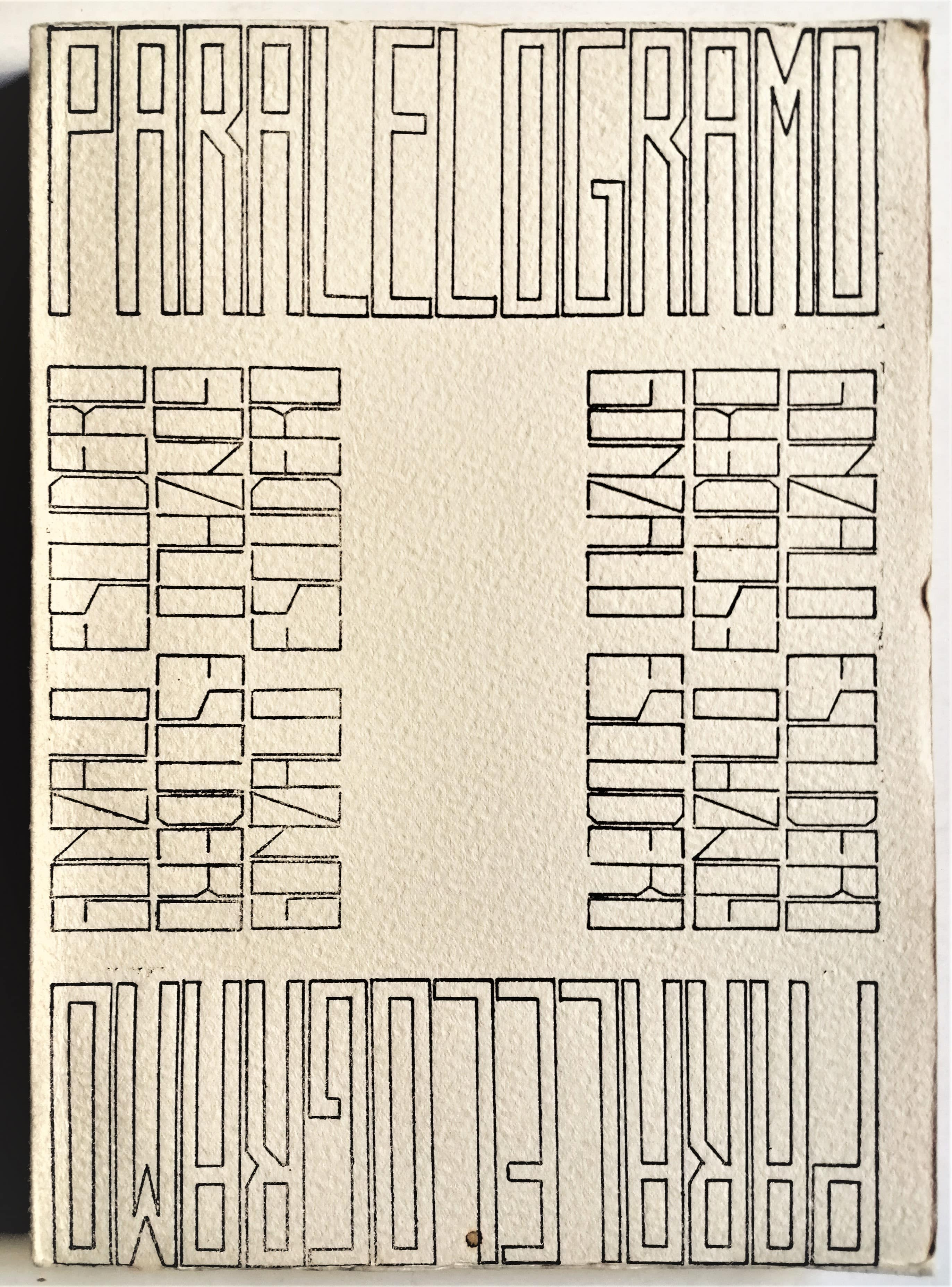
Paralelogramo de Gonzalo Escudero

Dejó como legado una obra poética importante, que se enmarcó primeramente en las vanguardias. Especialmente con la publicación de Paralelogramo, un drama vanguardista en seis cuadros. Es una obra calificada como superrealista y cubista, y parte de su apuesta por las vanguardias, fue una de sus pocas publicaciones que no fueron poemas ya que evitó, a veces se especula a propósito, escribir demasiado en prosa, manteniendo la discreción sobre sus publicaciones. Muchas veces este libro fue considerado como una obra para ser leída antes que para ponerla en escena, el juego de los actores y su trabajo con las didascalias hacen que su representación sea exquisita. Los seis cuadros se resumen de la siguiente manera:
1. El primer cuadro: debate entre cuatro estudiantes (formando un cuadrilátero) en la Universidad sobre filosofía.
2. El segundo cuadro: usando un esquema similar de ocupación del escenario, el "paralelogramo humano" se lleva a cabo ahora en una cárcel en donde los personajes se encuentran encerrados en figuras rígidas, en rejas paralelas. Mientras tanto el espacio se reduce paulatinamente y el tiempo se acelera.
3. El tercer cuadro: mantiene el esquema geométrico pero ahora se desarrolla en la sala de una morgue donde aprovecha para tratar el tema de la muerte y el amor.
4. El cuarto cuadro: es una galería de un manicomio con cuatro sillones situados de manera oblicua, de nuevo con personajes números. Ahora la discusión ya no es sofisticada y se da entre la demencia y réplicas convulsas.
5. El quinto cuadro: presenta ahora a personajes en sillones de un vagón de ferrocarril. Por los vidrios se puede ver la noche y objetos difusos. Prosigue la discusión metafísica.
6. El sexto cuadro: rompe con el patrón de los demás y establece un enlace que permite interpretar de manera retrospectiva hechos que antes parecían aleatorios. Se lleva a cabo en la madriguera de una oficina policial, con doce personajes.

Esta obra fue puesta en escena por Gabriela Ponce, buscando recuperar la fuerza política de la vanguardia modernista ecuatoriana. Ganó el Premio Teatro Nacional Sucre del año 2008. Su obra además concebida como la geometría de las relaciones entre personas y el drama que esto implica, es una referencia además al ensayo filosófico de Juan Montalvo publicado póstumamente, titulado Geometría Moral.

### Poesía

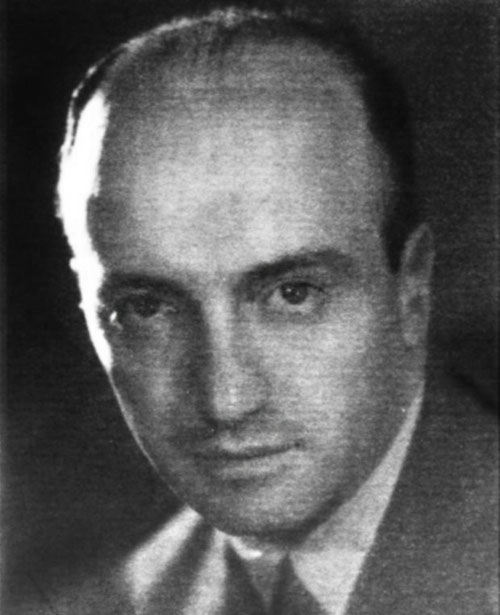
Fotografía de Escudero, con claroscuro que refleja la estética de su poesía

Su obra fue criticada por Alejandro Carrión en la Galería de Retratos en 1983 con un artículo titulado "Gonzalo Escudero o el viaje a la extrema pureza". También Hernán Rodríguez Castelo escribió sobre el poeta a quien nombró como una de las "Tres cumbres del posmodernismo", artículo titulado en varios tomos. Además Gustavo Alfredo Jácome estudió una dimensión diferente de la obra con su artículo titulado "Gonzalo Escudero. Horno eroticus", así como "Manierismos gongorinos en el poetizar de Gonzalo Escudero", todo esto enmarcado dentro de su libro Estudios estilísticos publicado en 1977. Adicionalmente Iván Carvajal realizó un prólogo a su Obra poética en el que analiza los temas su estilo. Por último Enrique Ojeda, el gran biógrafo y estudioso de Carrera Andrade dedicó un artículo titulado "La poesía de Gonzalo Escudero y su luminosa oscuridad".
Aunque su vida y obra fue paralela a la de Jorge Carrera Andrade: ambos fueron diplomáticos, poetas, miembros del partido socialista; hay una principal diferencia y se debe al hermetismo de la poesía de Escudero. Su obra en prosa no es tan abundante como la de Carrera Andrade, lo que hace más difícil abordarla desde sus propias coordenadas. Este silencio como identifica Enrique Ojeda, solo fue violado por dos pequeñas publicaciones donde no se ofrece mayores pistas: "Origen y destino de la poesía" y "La luz cenital de Rubén Darío".
Sus primeras dos publicaciones "Los poemas del arte" y "Las parábolas olímpicas" son muestras importantes de su capacidad como poeta ya desde su juventud. En el tercero, "Hélices de huracán y de sol", especialmente los versos en "Ciudad antártica" se puede ya percibir su obra intentando enmarcarse en las vanguardias. Específicamente buscando la relación con el Creacionismo de Vicente Huidobro. Además, lo complementó con publicaciones el la revista Hélice, durante esos años.
En su siguiente publicación, "Altanoche", fue Escudero ensayando alusiones al amor, de ahí el estudio de Alfredo Jácome, también la paternidad, la muerte, las lamentaciones que reflejan versos que se instauran firmemente en el romance castellano.
En la década del cincuenta, publicó cuatro poemarios donde ya se muestra su obra en madurez: “Estatua de aire” (1951),“Materia del Angel” (1953), “Autorretrato” (1957) e “Introducción a la muerte” (1960). Hizo uso del soneto, octavas reales y versos libres. Probó que su poesía vanguardista estaba inserta dentro de una larga tradición poética, dando fe de su versificación. Además de la estética mostraba inteligencia. Como diría Galo René Pérez en un prólogo a una publicación selecta de sus poemas: su estirpe es la de Góngora y Quevedo.

En esta selección se encuentran poemas de toda su carrera, desde sonetos clásicos hasta poemas vanguardistas. Incluye dos de sus más grandes escritos Memoria de la transparencia, en diez movimientos, y Altanoche, en cuatrocientos versos. También se incluyen sus Parábolas olímpicas, (escritas a los diecinueve años) dedicadas a elementos como la luz, la tiniebla, el fuego, el agua, el viento, la espuma o el sol:
PARABOLA DEL SOL
¡Oh, cómo no quisiera llenarme de infinito,
con una sed mejor de purificaciones,
mientras el sol sonoro musicaliza un grito
sobre la sinfonía de las constelaciones!
Multiplicarme como cien átomos de arcilla.
Espiritualizarme. Fundirme en el crisol
de tu cuerpo. ¡Esconder toda una alma sencilla
como el Sol!

## Obras

### Publicaciones literarias
1. Los poemas del arte (1919), 40 p.
2. Las parábolas olímpicas (1922)
3. Hélices de huracán y de sol (1933), 100 p.
4. Paralelogramo: comedia en seis cuadros (obra de teatro, 1935), 154 p.
5. Altanoche (1947), 78 p.
6. Estatua de aire (1951), 50 p.
7. Materia del ángel (1953), 72 p.
8. Autorretrato (1957), 75 p.
9. Introducción a la muerte (1960), 70 p.
10. Variaciones (ensayos, 1972) 199 p.

### Revistas
- El Crepúsculo (dirigida por Carrera Andrade y Gonzalo Escudero, 1916)[18]
- La Idea (órgano de la Sociedad Literaria César Borja, 1917)[19]
- Hélice (colaboración en la revista fundada por Camilo Egas, 1924-1926)

### Diplomacia y derecho internacional
- El Ecuador en la Novena Reunión de Consulta de Ministros de Relaciones Exteriores, Wash. D.C. (1964)
- Libertad de información (discurso) (1964) 4 p.
- Justicia para Ecuador (derecho internacional) (1968) 279 p.

### Otras publicaciones literarias
- Crespo Toral (crítica literaria, 1940), 28 p.
- Poesía de Alfredo Gangotena (traducción)

### Ediciones de su obra
- Poesía de Gonzalo Escudero, Casa de la Cultura Ecuatoriana (1976), 202 p.
- Réquiem por la luz, Antología poética, Pontificia Universidad Católica (1983) 280 p.
- Nocturno de septiembre, Banco Central del Ecuador (1983, póstumo)
- Obra poética, Editorial Acuario, (1998), 341 p.
- La vida como obra con su tragedia y ficción  (cancerbero, póstumo)